# Хайдарабадская рупия
Хайдарабадская рупия (телугу: హైదరాబాది రూపాయి, урду: ہیدرابادی روپے) — до 1953 года валюта одноимённого индийского княжества. Содержание серебра в ней — и, соответственно, стоимость — была ниже чем у стандартной рупии Британской Индии. Как и индийская рупия, она состояла из 16 анна, в свою очередь поделенных на 12 пай. Были выпущены монеты: медно-никелевые достоинством в 1 и 2 ½ пай и 1 анна, и серебряные 2, 4, 8 анна и 1 рупия.

## История
После восшествия на престол Османи Али Хана (правил в 1911—1948, умер в 1967) выпущенные в 1911 году и позднее монеты назывались Османи в его честь. Вторая серия монет, выпущенная в 1942 году, была немного изменена.
Правительство Хайдарабада сделало несколько попыток организовать выпуск собственных бумажных денег, несмотря на противодействие англичан. В результате острого дефицита серебра в годы Первой мировой войны англичане вынуждены были в 1918 году разрешить выпуск бумажных денег. Были выпущены банкноты достоинством в 10 рупий и 100 рупий. В 1919 году были выпущены одна и пять рупий, а в 1926 году выпустили одну тысячу рупий.
В 1941 году Асаф Джах VII основал Хайдарабадский Государственный банк. Хайдарабад продолжал чеканить собственные монеты до 1948 года, когда Индийский Союз ликвидировал независимость княжества.

1 рупия последней серии (1948)

Хайдарабадская рупия в виде монет чеканилась до 1947 года.
В 1950 году индийская рупия была введена наряду с местной валютой, в отношении 7 хайдарабадских рупий = 6 индийских рупий. В 1951 году хайдарабадская рупия прекратила существование, а индийская рупия стала единой валютой Индии, хотя рупия Хайдарабада изымалась из обращения до 1959 года. 